# Ormetica sypalettius
Ormetica sypalettius là một loài bướm đêm thuộc phân họ Arctiinae, họ Erebidae.